# Burzum 1992-1997
Burzum 1992-1997 es un box set de la banda noruega Burzum. Fue publicado en 1998, y contiene los álbumes de estudio de la banda desde 1992 hasta 1997.
Este set fue lanzado por Hammerheart (ahora Karmageddon Media) bajo la licencia de Misanthropy Records. Contiene todos los álbumes de Burzum , excepto Hliðskjálf y Belus, y un cartel grande con Varg Vikernes en él, lanzado en 1000 copias.
En Filosofem, no está incluida la canción Rundgang Um Die Transzendentale Säule Der Singularität debido a su larga duración.

## Lista de álbumes
1. Burzum - 1992
2. Aske - 1993
3. Det Som Engang Var - 1993
4. Hvis Lyset Tar Oss - 1994
5. Filosofem - 1996
6. Dauði Baldrs - 1997